# Русский характер (фильм)
«Русский характер» — российский телефильм 2014 года режиссёра Александра Якимчука. Премьера состоялась 28 декабря 2014 на телеканале «НТВ».

## Сюжет
2013 год. Украина. Крым. В небольшой посёлок на берегу моря приезжает из Санкт-Петербурга русский военный моряк Максим Фадеев, получивший телеграмму о смерти деда. Здесь, в Крыму, прошло детство Максима. Здесь живут его друзья. Он узнаёт, что дома деда, как и весь посёлок, терроризирует банда некоего Ващука, работающего на украинского олигарха, который хочет выжить из посёлка местных жителей, снести его и построить на этом месте дорогой отель с ресторанами и яхт-клубом. Фадеев пытается законными средствами остановить стройку и спасти родные места, однако коррумпированная местная администрация и милиция покрывают бандитов. Фадеев не намерен сдаваться. Местные жители, ранее запуганные, не верившие в возможность противостояния украинской власти, покрывающей бандитов олигарха, и не сопротивлявшиеся бесчинствам, видя решительность Фадеева, начинают помогать ему.

## В ролях
- Александр Фисенко — Максим Фадеев
- Сергей Никоненко — Михаил Ильич Фадеев, дед
- Евгений Бакалов — дядя Лёша
- Егор Баринов — Николай Воробьёв
- Кирилл Полухин — Ващук, главарь банды
- Александра Никифорова — Лена
- Алёна Азарова — Вера, подруга Лены
- Любовь Завадская — Нина
- Мария Жиганова — Ольга
- Ринат Ибрагимов — Ринат
- Юрий Корнишин — Сергиенко
- Юрий Пимкин — Смирнов
- Виталий Кузьмин — Юрий Гаджало, олигарх
- Витас Эйзенах — Смоли
- Виктор Куклин — капитан 1-го ранга
- Николай Калинин — священник

В эпизодических ролях актёры театров города Севастополь — Русского драматического театра Черноморского флота им. Б. А. Лавренева и Русского драматического театра им. А. В. Луначарского.

## Критика
Кинокритик Сергей Синяков в рецензии для серии материалов о русском патриотическом кино интернет-издания «Meduza», писал:

«Русский характер» сделан недорого и прямолинейно (силами НТВ), зато по образцовому вестерн-канону. Герой-одиночка возвращается в поруганный милый край. Плохие парни-бандеровцы что хотят, то и творят: хлещут горилку, приятельствуют с коррумпированным шерифом, средь бела дня вламываются в офис мэра и затягивают ему лассо на шее. Их покровители: похожий на Яценюка столичный чиновник в модной кофте и агент ЦРУ, который прямо, хотя и с иностранным акцентом, заявляет: «Мне нужна эта земля» (прочих негодяев легко опознать по мове; нормальные люди говорят по-русски). Есть в фильме и гордая красотка, и кроткий священник, и запуганные аборигены, ждущие своего героя. И вот является он, органично сыгранный сериальным артистом Александром Фисенко патентованный русский воин-патриот. Кадровый военный в боевом отпуске. Вежливый человек (прежде чем взяться за оружие, Фадеев честно обходит все административные инстанции, снося унижения, но не побои).
Украинские источники назвали фильм «российской антиукраинской пропагандой», однако, отмечая, что «многие россияне отзываются о фильме очень хорошо».
Российский блогер-кинокритик BadComedian в выпуске от 16 июля 2022 года «Российская vs. Украинская пропаганда в кино» рассмотрел и сравнил три фильма — украинский фильм «Гвардия» и российские телефильмы «Русский характер» и «Военный корреспондент».
Министерство культуры Украины на основании обращения СБУ внесло режиссёра фильма и актёров в Перечень лиц, создающих угрозу национальной безопасности Украины.

## Фестивали и награды
Приз в номинации «Лучший сценарий» конкурса «Телевизионные игровые фильмы» XVII-го Международного телекинофорума «Вместе» (2016, Ялта).